# 襄公 (秦)
襄公（じょうこう、？ - 紀元前766年）は、秦の初代公。荘公の子。

## 生涯
襄公は秦の太子であった兄の世父（せほ）から太子を譲られ、秦の太子となった。
荘公44年（前778年）、荘公が卒去したため、襄公が後を継いだ。
襄公元年（前777年）、襄公は妹の繆嬴を豊王の妻とした。
襄公2年（前776年）、戎が犬丘を包囲した。兄の世父はこれを撃って戎の捕虜となったが、1年あまりして釈放された。
襄公7年（前771年）春、周の幽王は褒姒（ほうじ）を寵愛し、太子を廃して褒姒の子を嫡子とした。また、しばしば諸侯を欺いたので、諸侯は幽王に叛き、西戎・犬戎・申侯とともに周を撃ち、幽王を驪山の麓で殺した。この時、襄公は兵を率いて周を救うために戦い、周の洛邑東徙でも周の平王を護衛したため、平王から諸侯に封じられ、岐山以西の地を賜り、伯爵となった。ここにおいて襄公は秦国を創始し、諸侯と聘享の礼を通じた。襄公は騮駒（りゅうく）・黄牛・羝羊（ていよう）の各3匹を供え、西畤（せいじ）を作って上帝を祠った。
襄公12年（前766年）、襄公は戎を討って岐山の麓で薨去し、子の文公が立って秦君となった。

## 参考資料
- 『史記』（秦本紀第五）